# Copa Libertadores 1988
La Copa Libertadores 1988 fue la vigésima novena edición del torneo de clubes más importante de América del Sur, organizado por la Confederación Sudamericana de Fútbol, en la que participaron equipos de diez países sudamericanos: Argentina, Bolivia, Brasil, Chile, Colombia, Ecuador, Paraguay, Perú, Uruguay y Venezuela.
El campeón de esta edición fue Nacional de Uruguay, que alcanzó su tercera estrella en la competición, siendo hasta la fecha el último club uruguayo en lograrlo. Por ello, jugó la Copa Intercontinental 1988 ante PSV Eindhoven de los Países Bajos, la Recopa Sudamericana 1989 contra Racing Club de Argentina y la Copa Interamericana 1989 frente a Olimpia de Honduras. Se clasificó, además, a los octavos de final de la Copa Libertadores 1989.

## Formato
El campeón vigente accedió de manera directa a la tercera fase, mientras que los 20 equipos restantes comenzaron sus participaciones desde la primera. En ella, los clubes fueron divididos en cinco grupos de 4 equipos cada uno de acuerdo a sus países de origen, de manera que los dos representantes de una misma asociación nacional debían caer en la misma zona. Los 2 primeros de cada grupo clasificaron a la segunda fase, instancia en la que inició el sistema de eliminación directa. Los 5 clasificados y el campeón vigente disputaron la tercera fase, estableciéndose tres llaves de ida y vuelta en donde los 3 ganadores y el mejor perdedor acabaron accediendo a las semifinales. Desde esta edición, al momento de determinar al equipo clasificado en las fases de eliminación directa, se tuvo en cuenta la diferencia de goles. Se consideró, también y por única vez, la regla del gol de visitante.
|                           |                           | Equipos que entran en esta fase                                                                          | Equipos que provienen de la fase anterior                                       |
| ------------------------- | ------------------------- | --- | ------------------------------------------------------------------------------- |
| Primera fase (20 equipos) | Primera fase (20 equipos) | - 2 equipos de Argentina, Bolivia, Brasil, Chile, Colombia, Ecuador, Paraguay, Perú, Uruguay y Venezuela |                                                                                 |
| Segunda fase (10 equipos) | Segunda fase (10 equipos) | | - 5 equipos primeros de la Primera fase - 5 equipos segundos de la Primera fase |
| Tercera fase (6 equipos)  | Tercera fase (6 equipos)  | - 1 equipo, campeón de la Copa Libertadores 1987                                                         | - 5 equipos clasificados de la Segunda fase                                     |
| Fases finales (4 equipos) | Fases finales (4 equipos) | | - 4 equipos clasificados de la Tercera fase                                     |

## Equipos participantes
En cursiva los equipos debutantes en el torneo.
| País                              | Equipo                                | Vía de clasificación |
| --------------------------------- | ------------------------------------- | --- |
| Argentina 2 cupos                 | Newell's Old Boys San Lorenzo         | Campeón del Campeonato de Primera División 1987-88 Ganador de la Liguilla Pre-Libertadores 1988                                                                  |
| Bolivia 2 cupos                   | Bolívar Oriente Petrolero             | Campeón del Campeonato de Primera División 1987 Subcampeón del Campeonato de Primera División 1987                                                               |
| Brasil 2 cupos                    | Sport Recife Guarani                  | Campeón del Campeonato Brasileño de 1987 Subcampeón del Campeonato Brasileño de 1987                                                                             |
| Chile 2 cupos                     | Universidad Católica Colo-Colo        | Campeón del Campeonato de Primera División 1987 Ganador de la Liguilla Pre-Libertadores 1987                                                                     |
| Colombia 2 cupos                  | Millonarios América de Cali           | Campeón del Campeonato Colombiano 1987 Subcampeón del Campeonato Colombiano 1987                                                                                 |
| Ecuador 2 cupos                   | Barcelona Filanbanco                  | Campeón del Campeonato Ecuatoriano de 1987 Subcampeón del Campeonato Ecuatoriano de 1987                                                                         |
| Paraguay 2 cupos                  | Cerro Porteño Olimpia                 | Campeón del Campeonato Paraguayo de 1987 Subcampeón del Campeonato Paraguayo de 1987                                                                             |
| Perú 2 cupos                      | Universitario Alianza Lima            | Campeón del Campeonato Descentralizado 1987 Subcampeón del Campeonato Descentralizado 1987                                                                       |
| Uruguay 2 cupos + campeón vigente | Peñarol Montevideo Wanderers Nacional | Campeón de la Copa Libertadores 1987 1.º puesto de la Liguilla Pre-Libertadores de América de 1987 2.º puesto de la Liguilla Pre-Libertadores de América de 1987 |
| Venezuela 2 cupos                 | Sport Marítimo Unión Atlético Táchira | Campeón de la Primera División Venezolana 1986-87 Subcampeón de la Primera División Venezolana 1986-87                                                           |

### Distribución geográfica de los equipos
Distribución geográfica de las sedes de los equipos participantes:

## Primera fase

### Grupo 1
| Equipo                 | Pts. | PJ | PG | PE | PP | GF | GC | DG |
| ---------------------- | ---- | -- | -- | -- | -- | -- | -- | -- |
| Universidad Católica   | 10   | 6  | 4  | 2  | 0  | 9  | 4  | 5  |
| Colo-Colo              | 9    | 6  | 4  | 1  | 1  | 7  | 3  | 4  |
| Sport Marítimo         | 3    | 6  | 0  | 3  | 3  | 2  | 5  | –3 |
| Unión Atlético Táchira | 2    | 6  | 0  | 2  | 4  | 2  | 8  | –6 |

| \| Fecha \| Lugar \| Local \| Resultado \| Visitante \| \| ------------ \| ------------- \| ---------------------- \| --------- \| ---------------------- \| \| 20 de julio \| San Cristóbal \| Unión Atlético Táchira \| 0:0 \| Sport Marítimo \| \| 20 de julio \| Santiago \| Universidad Católica \| 1:0 \| Colo-Colo \| \| 28 de julio \| San Cristóbal \| Unión Atlético Táchira \| 0:1 \| Universidad Católica \| \| 31 de julio \| Caracas \| Sport Marítimo \| 0:0 \| Universidad Católica \| \| 2 de agosto \| Caracas \| Sport Marítimo \| 0:1 \| Colo-Colo \| \| 5 de agosto \| San Cristóbal \| Unión Atlético Táchira \| 0:1 \| Colo-Colo \| \| 11 de agosto \| Santiago \| Colo-Colo \| 2:2 \| Universidad Católica \| \| 11 de agosto \| Caracas \| Sport Marítimo \| 1:1 \| Unión Atlético Táchira \| \| 16 de agosto \| Santiago \| Universidad Católica \| 2:1 \| Sport Marítimo \| \| 19 de agosto \| Santiago \| Colo-Colo \| 1:0 \| Sport Marítimo \| \| 23 de agosto \| Santiago \| Colo-Colo \| 2:0 \| Unión Atlético Táchira \| \| 26 de agosto \| Santiago \| Universidad Católica \| 3:1 \| Unión Atlético Táchira \| |               |                        |           |                        |
| Fecha | Lugar         | Local                  | Resultado | Visitante              |
| 20 de julio | San Cristóbal | Unión Atlético Táchira | 0:0       | Sport Marítimo         |
| 20 de julio | Santiago      | Universidad Católica   | 1:0       | Colo-Colo              |
| 28 de julio | San Cristóbal | Unión Atlético Táchira | 0:1       | Universidad Católica   |
| 31 de julio | Caracas       | Sport Marítimo         | 0:0       | Universidad Católica   |
| 2 de agosto | Caracas       | Sport Marítimo         | 0:1       | Colo-Colo              |
| 5 de agosto | San Cristóbal | Unión Atlético Táchira | 0:1       | Colo-Colo              |
| 11 de agosto | Santiago      | Colo-Colo              | 2:2       | Universidad Católica   |
| 11 de agosto | Caracas       | Sport Marítimo         | 1:1       | Unión Atlético Táchira |
| 16 de agosto | Santiago      | Universidad Católica   | 2:1       | Sport Marítimo         |
| 19 de agosto | Santiago      | Colo-Colo              | 1:0       | Sport Marítimo         |
| 23 de agosto | Santiago      | Colo-Colo              | 2:0       | Unión Atlético Táchira |
| 26 de agosto | Santiago      | Universidad Católica   | 3:1       | Unión Atlético Táchira |

### Grupo 2
| Equipo            | Pts. | PJ | PG | PE | PP | GF | GC | DG |
| ----------------- | ---- | -- | -- | -- | -- | -- | -- | -- |
| Newell's Old Boys | 8    | 6  | 2  | 4  | 0  | 5  | 1  | 4  |
| San Lorenzo       | 8    | 6  | 3  | 2  | 1  | 6  | 4  | 2  |
| Barcelona         | 7    | 6  | 3  | 1  | 2  | 9  | 8  | 1  |
| Filanbanco        | 1    | 6  | 0  | 1  | 5  | 5  | 12 | –7 |

| \| Fecha \| Lugar \| Local \| Resultado \| Visitante \| \| ----------- \| ------------ \| ----------------- \| --------- \| ----------------- \| \| 6 de julio \| Rosario \| Newell's Old Boys \| 0:0 \| San Lorenzo \| \| 6 de julio \| Guayaquil \| Barcelona \| 4:2 \| Filanbanco \| \| 12 de julio \| Milagro \| Filanbanco \| 1:1 \| Newell's Old Boys \| \| 13 de julio \| Guayaquil \| Barcelona \| 2:0 \| San Lorenzo \| \| 16 de julio \| Milagro \| Filanbanco \| 1:2 \| San Lorenzo \| \| 17 de julio \| Guayaquil \| Barcelona \| 0:0 \| Newell's Old Boys \| \| 20 de julio \| Milagro \| Filanbanco \| 1:2 \| Barcelona \| \| 21 de julio \| Buenos Aires \| San Lorenzo \| 0:0 \| Newell's Old Boys \| \| 27 de julio \| Buenos Aires \| San Lorenzo \| 2:1 \| Barcelona \| \| 29 de julio \| Rosario \| Newell's Old Boys \| 1:0 \| Filanbanco \| \| 1 de agosto \| Rosario \| Newell's Old Boys \| 3:0 \| Barcelona \| \| 2 de agosto \| Buenos Aires \| San Lorenzo \| 2:0 \| Filanbanco \| |              |                   |           |                   |
| Fecha | Lugar        | Local             | Resultado | Visitante         |
| 6 de julio | Rosario      | Newell's Old Boys | 0:0       | San Lorenzo       |
| 6 de julio | Guayaquil    | Barcelona         | 4:2       | Filanbanco        |
| 12 de julio | Milagro      | Filanbanco        | 1:1       | Newell's Old Boys |
| 13 de julio | Guayaquil    | Barcelona         | 2:0       | San Lorenzo       |
| 16 de julio | Milagro      | Filanbanco        | 1:2       | San Lorenzo       |
| 17 de julio | Guayaquil    | Barcelona         | 0:0       | Newell's Old Boys |
| 20 de julio | Milagro      | Filanbanco        | 1:2       | Barcelona         |
| 21 de julio | Buenos Aires | San Lorenzo       | 0:0       | Newell's Old Boys |
| 27 de julio | Buenos Aires | San Lorenzo       | 2:1       | Barcelona         |
| 29 de julio | Rosario      | Newell's Old Boys | 1:0       | Filanbanco        |
| 1 de agosto | Rosario      | Newell's Old Boys | 3:0       | Barcelona         |
| 2 de agosto | Buenos Aires | San Lorenzo       | 2:0       | Filanbanco        |

Partido desempate por el primer puesto
| Fecha       | Lugar   |                   | Resultado |             |
| ----------- | ------- | ----------------- | --------- | ----------- |
| 7 de agosto | Rosario | Newell's Old Boys | 1:0       | San Lorenzo |

### Grupo 3
| Equipo               | Pts. | PJ | PG | PE | PP | GF | GC | DG |
| -------------------- | ---- | -- | -- | -- | -- | -- | -- | -- |
| América de Cali      | 9    | 6  | 4  | 1  | 1  | 8  | 6  | 2  |
| Nacional             | 8    | 6  | 3  | 2  | 1  | 8  | 7  | 1  |
| Millonarios          | 4    | 6  | 2  | 0  | 4  | 14 | 12 | 2  |
| Montevideo Wanderers | 3    | 6  | 1  | 1  | 4  | 3  | 8  | –5 |

| \| Fecha \| Lugar \| Local \| Resultado \| Visitante \| \| ----------- \| ---------- \| -------------------- \| --------- \| -------------------- \| \| 29 de junio \| Montevideo \| Montevideo Wanderers \| 0:0 \| Nacional \| \| 30 de junio \| Bogotá \| Millonarios \| 2:3 \| América de Cali \| \| 5 de julio \| Montevideo \| Montevideo Wanderers \| 1:2 \| América de Cali \| \| 8 de julio \| Montevideo \| Nacional \| 2:0 \| América de Cali \| \| 12 de julio \| Montevideo \| Montevideo Wanderers \| 2:1 \| Millonarios \| \| 15 de julio \| Montevideo \| Nacional \| 4:1 \| Millonarios \| \| 19 de julio \| Montevideo \| Nacional \| 1:0 \| Montevideo Wanderers \| \| 19 de julio \| Cali \| América de Cali \| 2:1 \| Millonarios \| \| 23 de julio \| Cali \| América de Cali \| 1:0 \| Montevideo Wanderers \| \| 26 de julio \| Bogotá \| Millonarios \| 3:0 \| Montevideo Wanderers \| \| 29 de julio \| Bogotá \| Millonarios \| 6:1 \| Nacional \| \| 3 de agosto \| Cali \| América de Cali \| 0:0 \| Nacional \| |            |                      |           |                      |
| Fecha | Lugar      | Local                | Resultado | Visitante            |
| 29 de junio | Montevideo | Montevideo Wanderers | 0:0       | Nacional             |
| 30 de junio | Bogotá     | Millonarios          | 2:3       | América de Cali      |
| 5 de julio | Montevideo | Montevideo Wanderers | 1:2       | América de Cali      |
| 8 de julio | Montevideo | Nacional             | 2:0       | América de Cali      |
| 12 de julio | Montevideo | Montevideo Wanderers | 2:1       | Millonarios          |
| 15 de julio | Montevideo | Nacional             | 4:1       | Millonarios          |
| 19 de julio | Montevideo | Nacional             | 1:0       | Montevideo Wanderers |
| 19 de julio | Cali       | América de Cali      | 2:1       | Millonarios          |
| 23 de julio | Cali       | América de Cali      | 1:0       | Montevideo Wanderers |
| 26 de julio | Bogotá     | Millonarios          | 3:0       | Montevideo Wanderers |
| 29 de julio | Bogotá     | Millonarios          | 6:1       | Nacional             |
| 3 de agosto | Cali       | América de Cali      | 0:0       | Nacional             |

### Grupo 4
| Equipo            | Pts. | PJ | PG | PE | PP | GF | GC | DG |
| ----------------- | ---- | -- | -- | -- | -- | -- | -- | -- |
| Oriente Petrolero | 7    | 6  | 3  | 1  | 2  | 8  | 8  | 0  |
| Bolívar           | 6    | 6  | 3  | 0  | 3  | 12 | 10 | 2  |
| Cerro Porteño     | 6    | 6  | 2  | 2  | 2  | 6  | 7  | –1 |
| Olimpia           | 5    | 6  | 2  | 1  | 3  | 6  | 7  | –1 |

| \| Fecha \| Lugar \| Local \| Resultado \| Visitante \| \| ------------ \| ---------- \| ----------------- \| --------- \| ----------------- \| \| 5 de julio \| La Paz \| Bolívar \| 1:2 \| Oriente Petrolero \| \| 6 de julio \| Asunción \| Cerro Porteño \| 0:0 \| Olimpia \| \| 19 de julio \| Santa Cruz \| Oriente Petrolero \| 1:0 \| Olimpia \| \| 22 de julio \| La Paz \| Bolívar \| 2:0 \| Olimpia \| \| 26 de julio \| Santa Cruz \| Oriente Petrolero \| 2:2 \| Cerro Porteño \| \| 29 de julio \| La Paz \| Bolívar \| 2:0 \| Cerro Porteño \| \| 9 de agosto \| Santa Cruz \| Oriente Petrolero \| 1:3 \| Bolívar \| \| 10 de agosto \| Asunción \| Olimpia \| 1:0 \| Cerro Porteño \| \| 16 de agosto \| Asunción \| Cerro Porteño \| 1:0 \| Oriente Petrolero \| \| 19 de agosto \| Asunción \| Olimpia \| 1:2 \| Oriente Petrolero \| \| 19 de agosto \| Asunción \| Cerro Porteño \| 3:2 \| Bolívar \| \| 26 de agosto \| Asunción \| Olimpia \| 4:2 \| Bolívar \| |            |                   |           |                   |
| Fecha | Lugar      | Local             | Resultado | Visitante         |
| 5 de julio | La Paz     | Bolívar           | 1:2       | Oriente Petrolero |
| 6 de julio | Asunción   | Cerro Porteño     | 0:0       | Olimpia           |
| 19 de julio | Santa Cruz | Oriente Petrolero | 1:0       | Olimpia           |
| 22 de julio | La Paz     | Bolívar           | 2:0       | Olimpia           |
| 26 de julio | Santa Cruz | Oriente Petrolero | 2:2       | Cerro Porteño     |
| 29 de julio | La Paz     | Bolívar           | 2:0       | Cerro Porteño     |
| 9 de agosto | Santa Cruz | Oriente Petrolero | 1:3       | Bolívar           |
| 10 de agosto | Asunción   | Olimpia           | 1:0       | Cerro Porteño     |
| 16 de agosto | Asunción   | Cerro Porteño     | 1:0       | Oriente Petrolero |
| 19 de agosto | Asunción   | Olimpia           | 1:2       | Oriente Petrolero |
| 19 de agosto | Asunción   | Cerro Porteño     | 3:2       | Bolívar           |
| 26 de agosto | Asunción   | Olimpia           | 4:2       | Bolívar           |

### Grupo 5
| Equipo        | Pts. | PJ | PG | PE | PP | GF | GC | DG |
| ------------- | ---- | -- | -- | -- | -- | -- | -- | -- |
| Guarani       | 8    | 6  | 3  | 2  | 1  | 9  | 5  | 4  |
| Universitario | 8    | 6  | 2  | 4  | 0  | 5  | 2  | 3  |
| Sport Recife  | 5    | 6  | 2  | 1  | 3  | 7  | 6  | 1  |
| Alianza Lima  | 3    | 6  | 1  | 1  | 4  | 2  | 10 | –8 |

| \| Fecha \| Lugar \| Local \| Resultado \| Visitante \| \| ------------ \| -------- \| ------------- \| --------- \| ------------- \| \| 1 de julio \| Lima \| Universitario \| 0:0 \| Alianza Lima \| \| 2 de julio \| Recife \| Sport Recife \| 0:1 \| Guarani \| \| 8 de julio \| Lima \| Alianza Lima \| 2:1 \| Guarani \| \| 12 de julio \| Lima \| Universitario \| 1:1 \| Guarani \| \| 18 de julio \| Lima \| Universitario \| 1:0 \| Sport Recife \| \| 22 de julio \| Lima \| Alianza Lima \| 0:1 \| Sport Recife \| \| 3 de agosto \| Lima \| Alianza Lima \| 0:2 \| Universitario \| \| 3 de agosto \| Campinas \| Guarani \| 4:1 \| Sport Recife \| \| 16 de agosto \| Recife \| Sport Recife \| 5:0 \| Alianza Lima \| \| 19 de agosto \| Campinas \| Guarani \| 1:0 \| Alianza Lima \| \| 23 de agosto \| Recife \| Sport Recife \| 0:0 \| Universitario \| \| 26 de agosto \| Campinas \| Guarani \| 1:1 \| Universitario \| |          |               |           |               |
| Fecha | Lugar    | Local         | Resultado | Visitante     |
| 1 de julio | Lima     | Universitario | 0:0       | Alianza Lima  |
| 2 de julio | Recife   | Sport Recife  | 0:1       | Guarani       |
| 8 de julio | Lima     | Alianza Lima  | 2:1       | Guarani       |
| 12 de julio | Lima     | Universitario | 1:1       | Guarani       |
| 18 de julio | Lima     | Universitario | 1:0       | Sport Recife  |
| 22 de julio | Lima     | Alianza Lima  | 0:1       | Sport Recife  |
| 3 de agosto | Lima     | Alianza Lima  | 0:2       | Universitario |
| 3 de agosto | Campinas | Guarani       | 4:1       | Sport Recife  |
| 16 de agosto | Recife   | Sport Recife  | 5:0       | Alianza Lima  |
| 19 de agosto | Campinas | Guarani       | 1:0       | Alianza Lima  |
| 23 de agosto | Recife   | Sport Recife  | 0:0       | Universitario |
| 26 de agosto | Campinas | Guarani       | 1:1       | Universitario |

## Segunda fase
| 7 de septiembre de 1988 | Universidad Católica | 1:1 (1:0) | Nacional    | Estadio Nacional, Santiago                                 |                                                            |
|                         | Espinoza 45' (pen.)  |           | Revelez 79' | Asistencia: 7 456 espectadores Árbitro(s): Jorge Antequera | Asistencia: 7 456 espectadores Árbitro(s): Jorge Antequera |

| 14 de septiembre de 1988 | (v.) Nacional | 0:0 | Universidad Católica | Estadio Centenario, Montevideo                                  |  |
|                          |               |     |                      | Asistencia: 25 000 espectadores Árbitro(s): José Roberto Wright |  |

| 7 de septiembre de 1988 | América de Cali     | 1:0 (0:0) | Universitario | Estadio Pascual Guerrero, Cali                                         |                                                                        |
|                         | de Ávila 87' (pen.) |           |               | Asistencia: 18 000 espectadores Árbitro(s): Luís Carlos Félix Ferreira | Asistencia: 18 000 espectadores Árbitro(s): Luís Carlos Félix Ferreira |

| 14 de septiembre de 1988 | Universitario            | 2:2 (1:2) | América de Cali | Estadio Nacional, Lima                                      |                                                             |
|                          | Briceño 7' · Requena 50' |           | Gareca 10' 29'  | Asistencia: 37 927 espectadores Árbitro(s): Carlos Espósito | Asistencia: 37 927 espectadores Árbitro(s): Carlos Espósito |

| 8 de septiembre de 1988 | Oriente Petrolero               | 2:1 (1:0) | Colo-Colo    | Estadio Ramón Aguilera Costas, Santa Cruz                         |                                                                   |
|                         | Garrido 14' (a.g.) · Antelo 56' |           | Jáuregui 63' | Asistencia: 27 000 espectadores Árbitro(s): Enrique Labo Revoredo | Asistencia: 27 000 espectadores Árbitro(s): Enrique Labo Revoredo |

| 14 de septiembre de 1988 | Colo-Colo | 0:0 | Oriente Petrolero | Estadio Nacional, Santiago                                     |  |
|                          |           |     |                   | Asistencia: 15 000 espectadores Árbitro(s): Francisco Lamolina |  |

| 7 de septiembre de 1988 | San Lorenzo        | 1:1 (1:0) | Guarani  | Estadio Tomás Adolfo Ducó, Buenos Aires                      |                                                              |
|                         | Ortega Sánchez 38' |           | Tony 47' | Asistencia: 15 000 espectadores Árbitro(s): Gabriel González | Asistencia: 15 000 espectadores Árbitro(s): Gabriel González |

| 14 de septiembre de 1988 | Guarani | 0:1 (0:1) | San Lorenzo | Estadio Brinco de Ouro, Campinas                                    |                                                                     |
|                          |         |           | Acosta 29'  | Asistencia: 3 000 espectadores Árbitro(s): José Luis Martínez Bazán | Asistencia: 3 000 espectadores Árbitro(s): José Luis Martínez Bazán |

| 7 de septiembre de 1988 | Bolívar  | 1:0 (1:0) | Newell's Old Boys | Estadio Hernando Siles, La Paz                                  |                                                                 |
|                         | Borja 1' |           |                   | Asistencia: 45 000 espectadores Árbitro(s): Armando Pérez Hoyos | Asistencia: 45 000 espectadores Árbitro(s): Armando Pérez Hoyos |

| 14 de septiembre de 1988 | Newell's Old Boys                            | 1:0 (1:0) (3:2 p.)         | Bolívar                                      | Estadio El Coloso del Parque, Rosario                      |                                                            |
|                          | Ramos 41'                                    |                            |                                              | Asistencia: 15 000 espectadores Árbitro(s): Sergio Vázquez | Asistencia: 15 000 espectadores Árbitro(s): Sergio Vázquez |
|                          |                                              | Tiros desde el punto penal |                                              |                                                            |                                                            |
|                          | Franco · Theiler · Gabrich · Rossi · Sensini |                            | López · Angeletti · Borja · Urruti · Salinas |                                                            |                                                            |

## Tercera fase
| 22 de septiembre de 1988 | Newell's Old Boys | 1:1 (0:1) | Nacional    | Estadio El Coloso del Parque, Rosario                     |                                                           |
|                          | Pautasso 84'      |           | de Lima 20' | Asistencia: 20 000 espectadores Árbitro(s): Carlos Maciel | Asistencia: 20 000 espectadores Árbitro(s): Carlos Maciel |

| 28 de septiembre de 1988 | Nacional                 | 2:1 (2:0) | Newell's Old Boys    | Estadio Centenario, Montevideo                            |                                                           |
|                          | Ostolaza 13' · Lemos 32' |           | Cardaccio 65' (a.g.) | Asistencia: 35 000 espectadores Árbitro(s): Enrique Marín | Asistencia: 35 000 espectadores Árbitro(s): Enrique Marín |

| 21 de septiembre de 1988 | Peñarol | 0:0 | San Lorenzo | Estadio Centenario, Montevideo                                  |  |
|                          |         |     |             | Asistencia: 26 193 espectadores Árbitro(s): José Roberto Wright |  |

| 28 de septiembre de 1988 | San Lorenzo        | 1:0 (0:0) | Peñarol | Estadio José Amalfitani, Buenos Aires                            |                                                                  |
|                          | Ortega Sánchez 52' |           |         | Asistencia: 25 000 espectadores Árbitro(s): Romualdo Arppi Filho | Asistencia: 25 000 espectadores Árbitro(s): Romualdo Arppi Filho |

| 21 de septiembre de 1988 | Oriente Petrolero | 1:1 (1:1) | América de Cali | Estadio Ramón Aguilera Costas, Santa Cruz                    |                                                              |
|                          | Alves 41' (pen.)  |           | Gareca 35'      | Asistencia: 25 000 espectadores Árbitro(s): Ricardo Calabria | Asistencia: 25 000 espectadores Árbitro(s): Ricardo Calabria |

| 28 de septiembre de 1988 | América de Cali                 | 2:0 (2:0) | Oriente Petrolero | Estadio Pascual Guerrero, Cali                                    |                                                                   |
|                          | Ampudia 30' · Amodeo 44' (a.g.) |           |                   | Asistencia: 28 200 espectadores Árbitro(s): Enrique Labo Revoredo | Asistencia: 28 200 espectadores Árbitro(s): Enrique Labo Revoredo |

### Tabla de perdedores
El mejor de los perdedores de la tercera fase accedió a las semifinales, junto con los 3 ganadores.
| Equipo            | Pts. | PJ | PG | PE | PP | GF | GC | DG |
| ----------------- | ---- | -- | -- | -- | -- | -- | -- | -- |
| Newell's Old Boys | 1    | 2  | 0  | 1  | 1  | 2  | 3  | –1 |
| Peñarol           | 1    | 2  | 0  | 1  | 1  | 0  | 1  | –1 |
| Oriente Petrolero | 1    | 2  | 0  | 1  | 1  | 1  | 3  | –2 |

## Fases finales

### Cuadro de desarrollo
|  | Semifinales        | Semifinales        | Semifinales        | Semifinales        |   |                 | Final              | Final              | Final              | Final              |  |
|  | 5 al 12 de octubre | 5 al 12 de octubre | 5 al 12 de octubre | 5 al 12 de octubre |   |                 | 19 y 26 de octubre | 19 y 26 de octubre | 19 y 26 de octubre | 19 y 26 de octubre |  |
|  |                    |                    |                    |                    |   |                 |                    |                    |                    |                    |  |
|  |                    |                    |                    |                    |   |                 |                    |                    |                    |                    |  |
|  | América de Cali    | 0                  | 1                  | 1                  |   |                 |                    |                    |                    |                    |  |
|  | América de Cali    | 0                  | 1                  | 1                  |   |                 |                    |                    |                    |                    |  |
|  | Nacional           | 1                  | 1                  | 2                  |   |                 |                    |                    |                    |                    |  |
|  | Nacional           | 1                  | 1                  | 2                  |   | Nacional (t.s.) | 0                  | 3                  | 3                  |                    |  |
|  |                    |                    |                    |                    |   | Nacional (t.s.) | 0                  | 3                  | 3                  |                    |  |
|  |                    |                    | Newell's Old Boys  | 1                  | 0 | 1               |                    |                    |                    |                    |  |
|  | San Lorenzo        | 0                  | Newell's Old Boys  | 1                  | 0 | 1               | 1                  | 1                  |                    |                    |  |
|  | San Lorenzo        | 0                  |                    |                    |   |                 | 1                  | 1                  |                    |                    |  |
|  | Newell's Old Boys  | 1                  | 2                  | 3                  |   |                 |                    |                    |                    |                    |  |
|  | Newell's Old Boys  | 1                  | 2                  | 3                  |   |                 |                    |                    |                    |                    |  |
|  |                    |                    |                    |                    |   |                 |                    |                    |                    |                    |  |

- Nota: En cada llave, el equipo que ocupa la primera línea es el que define la serie como local.

### Semifinales
| 5 de octubre de 1988 | Nacional | 1:0 (1:0) | América de Cali | Estadio Centenario, Montevideo                             |                                                            |
|                      | Lemos 1' |           |                 | Asistencia: 29 000 espectadores Árbitro(s): Sergio Vázquez | Asistencia: 29 000 espectadores Árbitro(s): Sergio Vázquez |

| 12 de octubre de 1988 | América de Cali | 1:1 (0:0) | Nacional    | Estadio Pascual Guerrero, Cali                                   |                                                                  |
|                       | de Ávila 69'    |           | de Lima 78' | Asistencia: 37 000 espectadores Árbitro(s): Romualdo Arppi Filho | Asistencia: 37 000 espectadores Árbitro(s): Romualdo Arppi Filho |

| 5 de octubre de 1988 | Newell's Old Boys | 1:0 (0:0) | San Lorenzo | Estadio Gigante de Arroyito, Rosario                          |                                                               |
|                      | Alfaro 48'        |           |             | Asistencia: 30 000 espectadores Árbitro(s): Juan Antonio Bava | Asistencia: 30 000 espectadores Árbitro(s): Juan Antonio Bava |

| 12 de octubre de 1988 | San Lorenzo | 1:2 (0:1) | Newell's Old Boys         | Estadio José Amalfitani, Buenos Aires                       |                                                             |
|                       | Marchi 87'  |           | Rossi 13' · Batistuta 51' | Asistencia: 25 000 espectadores Árbitro(s): Carlos Espósito | Asistencia: 25 000 espectadores Árbitro(s): Carlos Espósito |

### Final
| Ida; 19 de octubre de 1988 | Newell's Old Boys | 1:0 (0:0) | Nacional | Estadio Gigante de Arroyito, Rosario                     |                                                          |
|                            | Gabrich 60'       | Reporte   |          | Asistencia: 45 000 espectadores Árbitro(s): Hernán Silva | Asistencia: 45 000 espectadores Árbitro(s): Hernán Silva |

| Vuelta; 26 de octubre de 1988 | Nacional                                       | 3:0 (3:0, 2:0) (t. s.) | Newell's Old Boys | Estadio Centenario, Montevideo                                   |                                                                  |
|                               | Vargas 13' · Ostolaza 36' · De León 78' (pen.) | Reporte                |                   | Asistencia: 80 000 espectadores Árbitro(s): Arnaldo Cézar Coelho | Asistencia: 80 000 espectadores Árbitro(s): Arnaldo Cézar Coelho |

|                              |
| Bandera de Uruguay           |
| Campeón Nacional 3.er título |

## Estadísticas

### Goleadores
| Jugador            | Club              | Goles |
| ------------------ | ----------------- | ----- |
| Arnoldo Iguarán    | Millonarios       | 5     |
| Célio Alves        | Oriente Petrolero | 4     |
| Félix Brítez Román | Cerro Porteño     | 4     |
| Ricardo Gareca     | América de Cali   | 4     |
| Yubert Lemos       | Nacional          | 4     |
| Fernando Salinas   | Bolívar           | 4     |